# Andrés Donoso
Andrés Donoso Larraín (Santiago, 21 de noviembre de 1927-Ibíd, 13 de marzo de 2005) fue un ingeniero, empresario y político chileno, miembro del Partido Demócrata Cristiano (PDC). Se desempeñó como ministro de Estado en la cartera de Vivienda y Urbanismo, durante la última parte de la administración del presidente Eduardo Frei Montalva, desde 1968 hasta 1970.

## Familia y estudios
Nació en Santiago de Chile el 21 de noviembre de 1927, hijo de Julio Donoso Donoso y de Margarita Larraín Ortúzar. Realizó sus estudios primarios y secundarios en el Saint George's College de la capital.
Se casó con Gracia Saint Huneeus, con quien tuvo seis hijos.

## Carrera pública
En 1945 se integró a las filas de la Falange Nacional (FN), colectividad que en 1957 se transformó en el Partido Demócrata Cristiano (PDC).
Junto a sus amigos Domingo Santa María Santa Cruz y Sergio Ossa Pretot, futuros colegas en el gabinete, creó, en 1960, la empresa de ingeniería Sigdo Koppers, la cual sobrevive hasta la actualidad. De esta llegaría a ocupar el cargo de gerente general y de director de ingeniería y construcción.
El 9 de octubre de 1968 fue nombrado por Eduardo Frei Montalva como ministro de Vivienda y Urbanismo, cargo que ocupó hasta el final de la administración, el 3 de noviembre de 1970. Fue el tercer ministro de Vivienda de la historia del país, tras Modesto Collados (1965-1966) y Juan Hamilton (1966-1968).
En el marco de su carrera empresarial llegó a ser director de la firma láctea Dos Álamos S.A. También fue presidente de la organización de beneficencia chilena Fundación Mi Casa.
Falleció en Santiago el 13 de marzo de 2005, a los 77 años.